# مجلس ملی (مجموعه تلویزیونی)
مجلس ملی (به کره‌ای :어셈블리) یک سریال تلویزیونی است که بازیگرانی همچون جانگ جائه یانگ، سونگ یون-آه، اوک تااِ سئون در آن به ایفای نقش می‌پردازند. این سریال از شبکه کی بی اس از ۱۵ ژوئیه ۲۰۱۵ روزهای چهارشنبه و پنج شنبه ساعت ۲۱:۵۵ دقیقه در ۲۰ قسمت روی آنتن می‌رود.

## داستان فیلم
جین سانگ کارگر جوشکار در کارخانهٔ کشتی سازی است، اما وقتی او و کارگران دیگر را از کار بیرون می‌کنند، او به عنوان سخنگوی اتحادیه کارگران برای بدست آوردن دوباره شغلشان می‌جنگد. به‌طور شگفت‌انگیزی این موضوع باعث می‌شود او به عنوان یکی از اعضای جدید مجلس ملی انتخاب شود. اما بخاطر بی ریایی و آمانگرایی اش، سانگ پیل می‌فهمد که حرکت در راهروهای سیاست کار دشواری است. چویی این کیونگ با کمک‌های هوشمندانه اش چم خم کار را به او می‌آموزد و آن‌ها با کارشان با یکدیگر یک تغییر واقعی در سیاست به وجود می‌آورند.

## بازیگران
- جانگ جائه یانگ در نقش جین سانگ پیل
- سونگ یون-آه در نقش چویی این کیونگ
- اوک تکیون در نقش کیم کیو هوان
- جانگ هیون سانگ در نقش بائک دو هیون
- کیم سئو هیونگ در نقش هونگ چان می
- پارک یئونگ گیو در نقش پارک چون ساب
- سانگ جی رو در نقش بیون سانگ کی
- سان بیونگ هو در نقش باا دال سو
- ایم جی کیو در نقش شیم دانگ چون
- سئو هیون چول در نقش سئو دانگ جاا
- کیل هاا یئون در نقش چون نو شیم
- جانگ هی تاا در نقش ایم کیو تاا
- یون بوک این در نقش اوه آئه ری
- چو جائه هیون در نقش (حضور افتخاری در قسمت اول)